# Von Flüe
Von Flüe ist ein Schweizer Familienname.

## Herkunft und Bedeutung
Der Name von Flüe ist ein Wohnstättenname, entstanden aus dem Toponym Fluh, auch Flüh und alemannisch Flue, auch Flüe.
Das Geschlecht der von Flüe stammt ursprünglich aus Sachseln im Kanton Obwalden. Im 18. Jahrhundert war die Familie von Flüe die in Obwalden dominierende Familie.

## Namensträger
- Dorothea von Flüe, Ehefrau des Heiligen Niklaus von Flüe
- Fiona von Flüe (* 2008), Schweizer Mittelstreckenläuferin
- Johann Nikodem von Flüe (1734–1823), Schweizer Offizier in französischen Diensten und Obwaldner Landammann
- Johann Wolfgang von Flüe (1691–1754), Schweizer Offizier in französischen Diensten und Obwaldner Landammann
- Josef Simon von Flüe (1759–1823; auch Franz Simon von Flüe, Simon von Flüe), Schweizer Arzt und Politiker, Landammann Obwalden, Tagsatzungsgesandter
- Joseph Ignaz von Flüe (1762–1813), Schweizer Politiker und Soldat
- Ludwig von Flüe (1752–1817), Schweizer Offizier, Befehlshaber der Schweizergarde bei der Verteidigung der Bastille
- Melchior von Flüe (vor 1556–1608), Schweizer Hauptmann und Ritter.
- Michael von Flüe (1754–1836), Landammann Obwalden, Tagsatzungsgesandter
- Niklaus von Flüe (auch Bruder Klaus; 1417–1487), Schweizer Einsiedler, Asket und Mystiker
- Niklaus von Flüe (1504–1597), Enkel von Bruder Klaus, Obwaldner Landammann
- Niklaus von Flüe (um 1531–1611), Sohn des vorigen, Obwaldner Landammann
- Niklaus von Flüe (Theologe) (1598–1649), Schweizer Theologe, Abt des Klosters Wettingen
- Nikolaus von Flüe (1763–1839), Schweizer Offizier in französischen Diensten und Obwaldner Landeshauptmann
- Nikolaus von Flüe (1788–1851), Schweizer Offizier in spanischen Diensten und Obwaldner Landeshauptmann
- Niklaus von Flüe (Historiker) (1934–2013), Schweizer Historiker, Autor und Lehrer
- Peter Ignaz von Flüe (1762–1834), Schweizer Politiker und Pfarrer
- Roland von Flüe (* 1961), Schweizer Jazzmusiker